# František Pokorný (politik)
František Pokorný (26. srpna 1827 Český Brod – 16. dubna 1908 Český Brod) byl český politik, v 2. polovině 19. století poslanec Českého zemského sněmu.

## Biografie
Původní profesí byl rolník a majitel cihelny v Českém Brodě. V letech 1865–1874 (podle jiného zdroje 1865–1869) působil jako první okresní starosta v Českém Brodu. V roce 1867 byl spoluzakladatelem a prvním předsedou Českobrodského akciového cukrovaru. Zasadil se o vznik a uspořádání archivu města Český Brod. Amatérsky se věnoval archeologii. Byl členem obecního a okresního zastupitelstva v Českém Brodu. V roce 1880 se stal prvním městským radním.
V 60. letech 19. století se zapojil i do zemské politiky. V zemských volbách v Čechách v lednu 1867 byl zvolen na Český zemský sněm v kurii venkovských obcí (volební obvod Černý Kostelec – Český Brod). Mandát obhájil za týž obvod i v krátce poté konaných zemských volbách v březnu 1867.
V srpnu 1868 patřil mezi 81 signatářů státoprávní deklarace českých poslanců, v níž česká politická reprezentace odmítla centralistické směřování státu a hájila české státní právo. Čeští poslanci tehdy na protest praktikovali politiku pasivní rezistence, kdy bojkotovali práci zemského sněmu, byli za neomluvenou absenci zbavováni mandátů a pak opětovně manifestačně voleni. Pokorný takto byl zbaven mandátu pro absenci v září 1868 a zvolen znovu v doplňovacích volbách v září 1869. Za svůj obvod byl do zemského sněmu zvolen i v řádných volbách v roce 1870 a volbách roku 1872. Česká pasivní rezistence tehdy trvala a tak po zbavení mandátu následovalo zvolení v doplňovacích volbách v říjnu 1873. Politicky patřil k Národní straně (staročeské). V doplňovacích volbách v červenci 1874 ovšem neuspěl, protože v jeho volebním okrsku byl místo něj zvolen mladočeský kandidát Alois Pravoslav Trojan.
Zemřel v dubnu 1908 v Českém Brodu, kde byl také pohřben.